# Idec (trimaran 2007)
Pour les articles homonymes, voir IDEC.
Ne pas confondre avec Idec Sport, nouveau nom de Groupama 3 depuis 2015
Idec est un maxi-trimaran lancé en 2007, skippé de 2007 à 2015 par Francis Joyon et parrainé par le groupe Idec. En 2015, après son acquisition par le skipper chinois Guo Chuan, il est renommé Qingdao China. Son skipper disparait en mer en 2016, et le trimaran de retour dans la marina de Richmond en Californie, est toujours en attente en 2023 d'un repreneur pour concourir à nouveau.

## Historique
Avec ce trimaran l'objectif de Francis Joyon était de reprendre le record du tour du monde en solitaire à Ellen MacArthur. Le marin de Locmariaquer bat ce record de plus de deux semaines et s'adjuge en janvier 2008 le 2e meilleur temps autour de la planète devant des bateaux menés en équipage (Cheyenne, Géronimo, Orange…). Pendant 2 ans, il n'est devancé que par Orange II. Il faudra attendre 8 années, pour que Thomas Coville batte ce record en 2016.
Le trimaran est vendu en 2015 à Guo Chuan, premier Chinois à avoir fait un tour du monde en solitaire et sans escale. Le trimaran est alors renommé Qingdao China. C’est au cours d’une tentative de record de la traversée du Pacifique de San Francisco à Yokohama à son bord que Guo Chuan disparaît en octobre 2016.
En octobre 2018, Yvan Bourgnon annonce récupérer le trimaran pour s'élancer dans une tentative de battre le record du tour du monde d'ouest en est fin 2019, annonce qui restera sans suites.
Début 2023, le trimaran est toujours amarré dans la marina de Richmond en Californie, en attente d'un repreneur pour d'autres courses.

## Caractéristiques
Les caractéristiques du navire sont :
- Longueur hors tout : 29,70 m
- Longueur flotteurs : 24,5 m
- Largeur : 16,5 m
- Poids : 11 t
- Surface de voilure au près : 350 m2
- Surface de voilure au portant : 520 m2
- Hauteur de mât : 32 m

## Skipper
- Francis Joyon (2007-2015)
- Guo Chuan (2015-2018)

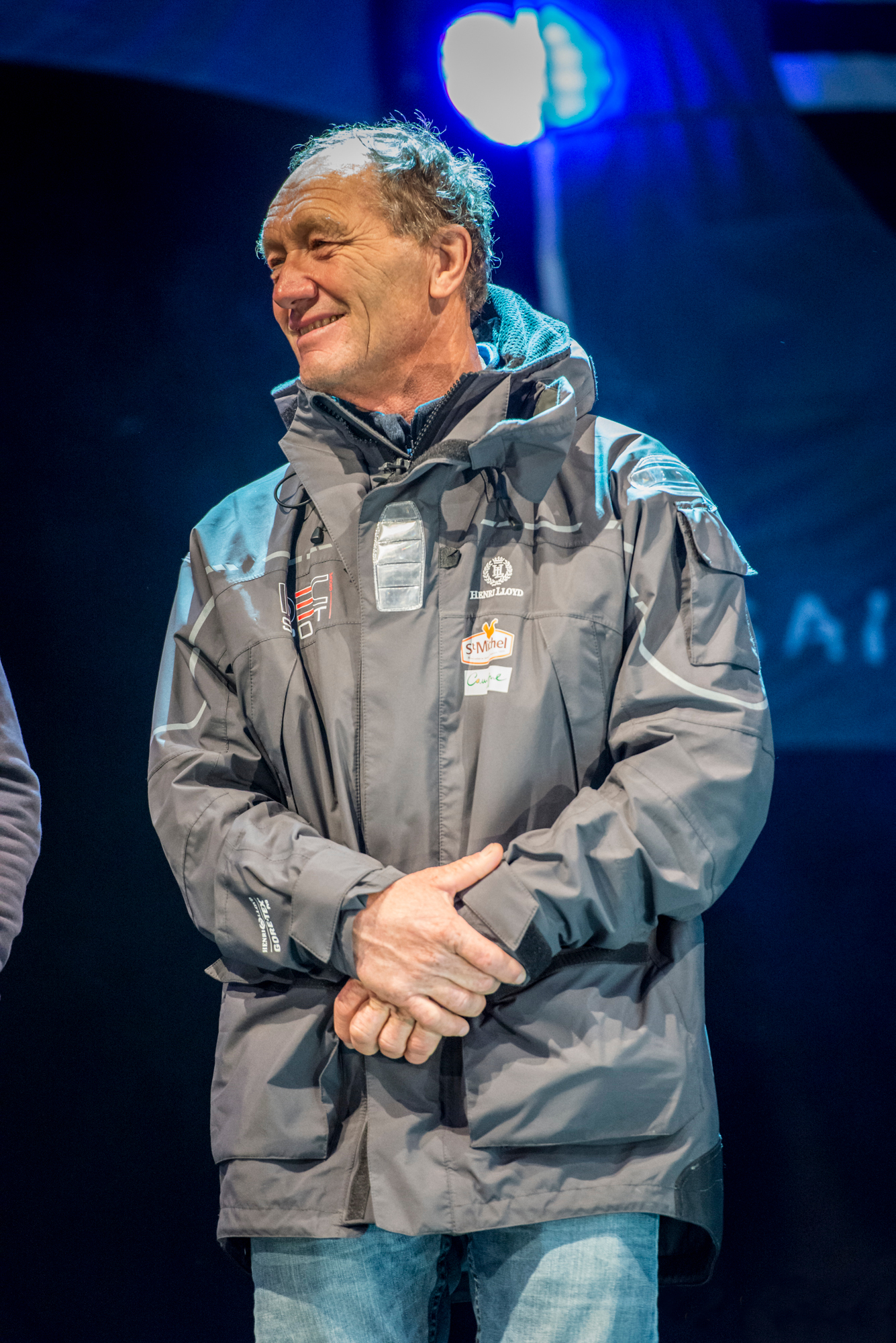
Francis Joyon.

- Yvan Bourgnon depuis 2018[Information douteuse]

## Palmarès

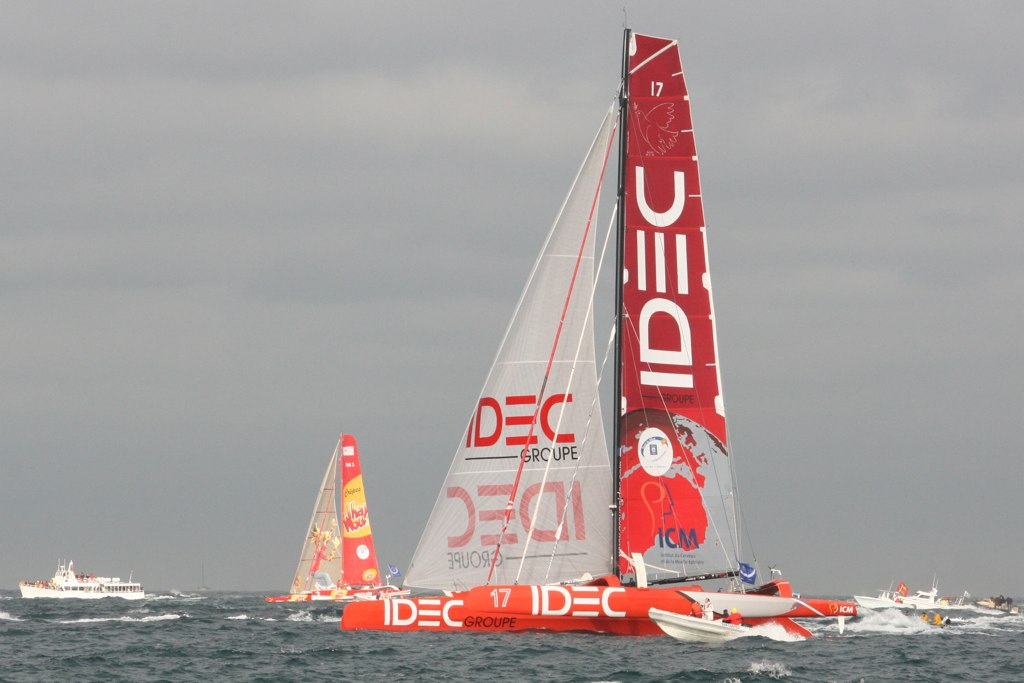
Le trimaran Idec sous voiles au départ de la Route du Rhum 2010.

- 2014 : Record de la Route de l'Amitié en solitaire (Bordeaux – Rio de Janeiro) : 13 jours 3 h 5 min 19 s (temps de référence et record en cours).
- 2013 : Record de la traversée de l'Atlantique Nord à la voile en solitaire (New York – cap Lizard) : 5 jours 2 h 56 min 10 s. Distance 2 865 milles nautiques (5 306 km), vitesse moyenne 23,3 nœuds (43,16 km/h) (record en cours).
- 2012 :
  - Record de la Route de la découverte en 8 jours 16 h 7 min 5 s, améliorant son propre record de 1 jour et 4 h.
  - Record de distance à la voile en 24 heures en solitaire : 666,2 milles nautiques (vitesse moyenne 27,76 nœuds).
- 2010 : 2e de la Route du Rhum.
- 2009 : Record sur le parcours de La Mauricienne (Port-Louis (Morbihan) – Port-Louis (île Maurice) : 26 jours 4 h 15 min 29 s[5] (record battu en 2019).
- 2008 :
  - Record en solitaire sur la Route de la découverte (Cadix - San Salvador) en 9 jours 20 h 35 min 3 s. Il améliore de plus d'une journée son propre record en 2013.
  - Record du tour du monde en solitaire, sans assistance et sans escale en 57 jours 6 h 23 min 6 s, à 21,6 nœuds de moyenne, depuis le 20 janvier 2008.
- 2007 :
  - Record cap de Bonne-Espérance-cap Leeuwin[6] à la voile en solitaire (meilleur temps que les bateaux en équipage) en 7 jours 08 h 12 min (record en cours).
  - Record de distance à la voile en 24 heures en solitaire[7] : 616,07 milles nautiques.
  - Record Brest-cap de Bonne-Espérance à la voile en solitaire[8] en 14 jours 05 h 21 min (record en cours).
  - Record Brest-équateur à la voile[9] en solitaire en 6 jours 16 h 58 min (record battu en 2016).
  - Record de la traversée de la Manche en 6 heures 23 min 36 s à 21,58 nœuds de moyenne (record en cours).